# Eileen Ramsay
Eileen Ramsay (nombre de nacimiento Eileen Ainsworth, Dumfriesshire, 16 de diciembre de 1940 - marzo de 2023), fue una escritora y novelista británica.

## Biografía
Estudió e la Universidad Glasgow Caledonian. Enseñó en escuelas privadas durante algunos años, luego se mudó a California con su esposo escocés Ian Ramsay. Allí crio a sus dos hijos, terminó su maestría y regreso a su país. Fue miembro de la Sociedad de Autores de Escocia, la Asociación Escocesa de Escritores y la Asociación de Novelistas Románticas, donde Eileen fue presidenta desde 2015.
Falleció en marzo de 2023 a los 82 años, de neumonía en Calinfornia, Estados Unidos.

## Libros
- 1985, The Mysterious Marquis
- 1994, The Broken Gate
- 1995, The Dominie's Lassie
- 1995, Butterflies in December
- 1997, The Quality of Mercy
- 1997, Walnut Shell Days
- 1998, Harvest of Courage
- 1998, Never Call It Loving
- 2001, The Wings of Friendship
- 2002, The Feein' Market
- 2002, Lace for a Lady
- 2003, Someday, Somewhere
- 2004, A Way of Forgiving
- 2005, The Stuff of Dreams
- 2006, Rainbow's End
- 2008, Henriqueta's treasure
- 2012, Love Changes Everything